# ديمون دينسون
ديمون دينسون (بالإنجليزية: Damon Denson)‏ هو متحدث تحفيزي أمريكي، ولد في 8 فبراير 1975 في أليكويبا في الولايات المتحدة.

## وصلات خارجية
- ديمون دينسون على موقع مرجع كرة القدم المحترفة.كوم (الإنجليزية)